# Снежное (Чукотский автономный округ)
Сне́жное — село в Анадырском районе Чукотского автономного округа России. Образует сельское поселение Снежное.
Название села является калькой с чук. ӄээԓивтын — «снежник», который расположен вблизи, на обрывистом берегу реки Анадырь. Название происходит от чук. ӄээԓ «старый снег», «гнилое дерево» + ивтын от ивтыԓ «низ», «нижняя сторона».

## Географическое положение
Расположено на правом берегу реки Анадырь. Ближайший населённый пункт находится в 20 км выше по течению — село Усть-Белая, расстояние до окружного центра — 221 км.

## История
Снежное было основано в 1929 году как центральная усадьба первого на Чукотке совхоза «Снежное». В этот же год были построены жилые дома, лаборатория, склады и баня. Первое совхозное стадо составило 200 оленей, которых хозяйство выменяло у местных жителей на оружие, предметы утвари, чай и табак. В марте 1932 года совхозом было приобретено свыше 13000 оленей, которые были распределены на 6 стад. С каждым годом поголовье увеличивалось, и к 1970-х гг. доходило до 22000 голов.
В 1990-х гг. хозяйство пришло в упадок, поголовье резко сократилось до 4000 голов в 1999 году. Совхоз был реорганизован в муниципальное сельхозпредприятие «Анадырское», после чего численность оленей стало медленно возрастать.

## Население
| 2002 | 2010 | 2011 | 2012 | 2013 | 2014 | 2015 |
| ---- | ---- | ---- | ---- | ---- | ---- | ---- |
| 313  | ↘311 | ↗312 | ↘306 | ↗309 | ↘295 | ↘284 |
| 2016 | 2017 | 2018 | 2021 | 2023 |      |      |
| ↘268 | ↘255 | ↘234 | ↘229 | ↗231 |      |      |

## Транспорт
Автодороги к поселению как таковые отсутствуют. В Снежное организован еженедельный рейс вертолёта, в летнюю навигацию из окружного центра приходит теплоход, время в пути на котором составляет около полутора суток.

## Социальная инфраструктура
В селе есть детский сад, амбулатория, почта, узел связи, дом культуры, мини-пекарня, магазин. Существовавшая до 2005 г. начальная школа была упразднена, учащиеся переведены в школу-интернат села Усть-Белая.
В селе всего 32 жилых дома, из них 6 двухэтажных, все расположены в ряд вдоль реки.
Улицы: Набережная, Советская, Тундровая, Центральная.
На берегу реки Анадырь против нижней окраины села оборудована гидрометеорологическая станция Снежное.

## Археологические находки
В окрестностях села археологами было открыто несколько неолитических стоянок.

## Климат
| Показатель                    | Янв.  | Фев.  | Март  | Апр.  | Май   | Июнь | Июль | Авг. | Сен. | Окт.  | Нояб. | Дек.  |
| ----------------------------- | ----- | ----- | ----- | ----- | ----- | ---- | ---- | ---- | ---- | ----- | ----- | ----- |
| Абсолютный максимум, °C       | −0,8  | 5,7   | 12    | 8,1   | 19    | 32   | 33   | 27,9 | 18,2 | 10    | 16,3  | 1     |
| Средний суточный максимум, °C | −19,7 | −20,4 | −16,8 | −10   | 3,5   | 14,9 | 17,1 | 13,6 | 6,5  | −6,1  | −17,1 | −20,6 |
| Средний суточный минимум, °C  | −24,3 | −26,9 | −26,1 | −20,6 | −5    | 4,1  | 7,2  | 4,5  | −2,4 | −12,5 | −23,4 | −25,9 |
| Абсолютный минимум, °C        | −55,1 | −52   | −49,9 | −43,2 | −28,9 | −5,6 | −5,6 | −7,2 | −17  | −37   | −46,7 | −50   |
| Норма осадков, мм             | 15    | 12    | 6     | 15    | 9     | 27   | 54   | 36   | 18   | 18    | 15    | 12    |
| Источник: meoweather          |       |       |       |       |       |      |      |      |      |       |       |       |

'
|                                      | Янв | Фев | Мар | Апр | Май | Июн | Июл | Авг | Сен | Окт | Ноя | Дек |
| ------------------------------------ | --- | --- | --- | --- | --- | --- | --- | --- | --- | --- | --- | --- |
| Сред. количество дней со снегопадами | 15  | 14  | 11  | 11  | 8   | 1   | 0   | 0   | 4   | 13  | 12  | 17  |